# LesPros娛樂
LesPros娛樂有限公司（日语：株式会社レプロエンタテインメント），简称LesPros（レプロ），是一家日本的藝能事務所，屬日本音樂事業者協會會員，總部位於東京都品川區。LesPros娛樂旗下有眾多藝人（見所屬藝人）。

## 公司歷史
1991年2月，公司以「Levie」（レヴィ）名義成立，社長為本間憲。為Burning Production系列事務所之一。
1997年4月，成立屬下的音樂出版公司「Levie Plus」。
1998年10月，設立童星部門「j-class」。
2001年4月，公司更名至「Levie Productions」（レヴィプロダクションズ）。
2003年4月，加入日本音樂事業者協會。
2006年4月，展開第一屆「LesPros Girls」（レプロガールズ）選秀活動。
2006年4月6日，公司更名至現在的名稱「LesPros娛樂」。
2007年2月及8月，分別設立兩間屬下公司「Brangista」（ブランジスタ）和「Holstein」（ホルスタイン）。
2007年8月18日，LesPros參與製作的電影《戀愛部屋》上映
2007年11月3日，LesPros參與製作的電影《戀空》上映。
2008年5月，主辦第二屆「LesPros Girls」選秀活動。
2008年10月11日，LesPros參與製作的電影《應援少女》上映。
2010年8月21日，LesPros參與製作的電影《花水木》上映。
2012年1月28日，LesPros參與製作的電影《麒麟之翼》上映。
2013年1月，開展第三屆「LesPros Girls」選秀活動，更名為「LesPros次世代Star選秀2013」（レプロ次世代スターオーディション2013）。
2013年4月，屬下公司「Holstein」更名為「LesPros Aster」（レプロ アスター）。
2014年8月16日，LesPros參與製作的電影《Hot Road》上映。
2014年11月8日，LesPros參與製作的電影《再一次說愛你》上映。
2015年2月18日，LesPros參與製作的電影《再會吧！青春小鳥》上映。
2018年7月27日，LesPros參與製作的電影《電影版 空中急診英雄》上映。

## 所屬藝人
藝人排序不分先後。

### 藝能界
男性
- 山崎銀之丞（日语：山崎銀之丞）
- 福井晶一（日语：福井晶一）
- 池内博之
- 山口森広（日语：山口森広）
- 中野裕太（日语：中野裕太 (タレント)）
- 岩永徹也
- 鹽畑有司（日语：ユージ）
- 中村蒼
- 稻葉友
- 宮沢氷魚
- 河野玄斗（日语：河野玄斗）
- 桜木那智（日语：桜木那智）
- 堀家一希（日语：堀家一希）
- 鈴木康介（日语：鈴木康介）
- 和田庵
- 益山貴司（日语：益山貴司）（劇団子供鉅人）
- 益山寛司（日语：益山寛司）（劇団子供鉅人）
- 影山徹（劇団子供鉅人）
- 益山U☆G（劇団子供鉅人）
- 古野陽大（日语：古野陽大）（劇団子供鉅人）
- 地道元春（劇団子供鉅人）

女性
- 羽田美智子
- 真瀨樹里（日语：真瀬樹里）
- 川瀨良子（日语：川瀬良子）
- 真木陽子
- 淺見麗奈
- 今井理香（日语：今井りか）
- 矢野未希子（日语：矢野未希子）
- 紗羅MARY（日语：紗羅マリー）
- 玉木帕斯卡爾·瑪麗（日语：マリエ (モデル)）
- 秋元梢
- 新垣結衣（部分管理）
- 菊地亞美
- 高田秋（日语：高田秋）
- 內田理央
- 下垣真香（日语：下垣真香）
- 佐武宇綺（9nine）
- 西脇彩華（9nine）
- 川島海荷
- 藤間爽子（日语：藤間爽子）
- 林愛夏（日语：林愛夏）
- 傳谷英里香（日语：傳谷英里香）
- 柴田あやな
- 古畑星夏
- 大矢梨華子（日语：大矢梨華子）
- 高見奈央（日语：高見奈央）
- 村田寛奈（9nine）
- 井口綾子（日语：井口綾子）
- 福地桃子
- 平井珠生
- 久間田琳加
- 南沙良
- 寺本莉緒
- 山口らいら（山口来楽）
- キキ花香（劇団子供鉅人）
- 億なつき（日语：億なつき）（劇団子供鉅人）
- ミネユキ（劇団子供鉅人）
- うらじぬの（日语：うらじぬの）（劇団子供鉅人）

### 專家
- 鄭義信
- 高田延彥（日语：高田延彦）
- 干場義雅
- 深澤里奈（日语：深澤里奈）
- 田村孝裕（日语：田村孝裕）
- 里崎智也
- 龍田梨惠（日语：龍田梨恵）
- 金子恵美（日语：金子恵美 (1978年生の政治家)）
- 石田紗英子（日语：石田紗英子）
- 橫粂勝仁（日语：横粂勝仁）
- 青木裕子（日语：青木裕子 (1983年)）
- 青木源太（日语：青木源太）
- MiO（日语：MiO）
- 瀨間友里加（日语：瀬間友里加）
- 山西竜矢（劇団子供鉅人）
- 広崎うらん（日语：広崎うらん）
- 秋赤音

### 體育界
- 玉田圭司[8]
- 鈴木徹（日语：鈴木徹 (陸上選手)）
- 辻村明須香（日语：辻村明須香）
- 落合知也（日语：落合知也）
- 柏木陽介
- 瀨間詠里花（日语：瀬間詠里花）
- 金田久美子（日语：金田久美子）[8]
- RENA（英语：Rena Kubota）
- 水野亞彩子（日语：水野亜彩子）
- 海人.（日语：海人 (格闘家)）

### 明日之星
- 小原汰武
- 山﨑果倫（日语：山﨑果倫）
- 秋谷百音
- 植田雅
- 花岡すみれ
- 白井杏奈
- 廣岡実夢
- 白石こころ
- 唯藤絵舞
- 服部ニコ

### 團體
- 劇団子供鉅人
- 茂木夫婦
- 9nine

### 模特
- 吉村美紀（日语：吉村ミキ）
- 大桑真弓（日语：大桑マイミ）
- 福田明子（日语：福田明子）
- 木下COCO（日语：木下ココ）
- 熊澤枝里子（日语：熊澤枝里子）
- 孫暐
- 吉田沙世
- 伊然（イーラン）
- 凱莉杏（ケリーアン）
- 川口優菜
- 香川沙耶（日语：香川沙耶）
- ティファニー春香
- 山本ソニア（日语：山本ソニア）
- 平野マユ
- ASHLEY（アシュリー）
- 長谷川ミラ（日语：長谷川ミラ）
- 碓井玲菜（日语：碓井玲菜）
- 江井櫻子
- 青島妃菜（日语：青島妃菜）
- 大峰ユリホ
- 雑賀カアネ
- 田井みさき
- EVA
- 麻生果恩
- 一ノ瀬陽鞠（日语：一ノ瀬陽鞠）
- 雑賀サクラ（日语：雑賀サクラ）
- 鈴森レイ
- 宮本和奏
- Eida
- 木下絵里香
- 太田雫
- 浦田聖愛
- 月島あこ
- レイラ
- 春日潤也（日语：春日潤也）
- 小野原聡
- 太青
- 長尾弦
- Hyu

## 過去所属者
- 神元結莉（日语：神元結莉）
- 一木有海（引退）
- 片岡涼乃（日语：片岡涼乃）
- 石田未来（日语：石田未来）（セブンファクトリー移籍後、改名成未來）
- 出岡美咲（G STYLE ENTERTAINMENT移籍）
- 久保由利香
- 出村真実（ヒラタオフィス移籍後、改名成上野真未（日语：上野真未））
- 我妻三輪子（日语：我妻三輪子）（ユマニテ→Stardust Production移籍）
- 加藤瑠美（日语：加藤瑠美）
- 菅澤美月（日语：真山れみ）
- 笹岡莉紗（日语：笹岡莉紗）（引退）
- 高橋由真
- 中村惠理
- 原裕美子
- 松本理沙（日语：松本理沙）（移籍）
- 水野奈津美
- 高嶋宏行（日语：高嶋宏行）
- 北村榮基（引退）
- 三浦葵（日语：三浦葵）（パール移籍）
- 三浦萌（日语：三浦萌）（フライングボックス移籍）
- 時任三郎
- 竜童
- 八木静里菜
- 高橋香波
- 川田柚希（日语：川田柚希）
- KIO
- YA-KYIM
- 中村瑠璃奈（日语：瑠璃奈）
- 大友陸
- KENSO（日语：KENSO (プロレスラー)）
- 坂口佳穗
- 鎗田晟裕（日语：鎗田晟裕）
- 本庄加那美
- 天野汐音
- 廣川奈奈聖
- 設樂銀河
- 杉浦花奈
- 山本朋子
- 水上桃華（日语：水上桃華）（移籍）
- 所花梨
- 新垣こづ枝
- mi-chu
- 二階天音
- 渡辺真帆
- 中村麻那
- 小野惠令奈（引退）
- 能年玲奈
- 清水富美加（移籍）
- 山口由里加
- 三上朱里
- 福山莉惠
- 澤野瞳（日语：澤野ひとみ）
- 木野園子
- DEVIN（デヴィン）
- DANIEL（ダニエル）
- 岡田光（日语：岡田光）
- 大久保裕太
- 高橋湊（高橋みなと）
- 中津留章仁
- 杉麻李沙（日语：杉ありさ）（引退）
- 北口美愛
- 齊藤安里奈（日语：斎藤アリーナ）（引退）
- Babyraids Japan（於2018年9月24日解散）
- 西川美里（西川みさと）
- 近藤晃央（日语：近藤晃央）（移籍）
- 濱田和馬（移籍）
- 雲呢拿豆（日语：バニラビーンズ）（業務提携）
- 山田望叶（日语：山田望叶）
- 三浦泰年
- 大木美佳（日语：大木美佳）
- オルトン花菜ベティ
- 神あやか
- 中村星来（日语：中村星来）
- 七菜香（日语：七菜香）
- 藤本彩未
- 山本優奏（日语：山本優奏）
- 吉原来華
- 浦川祥哉
- 篠原美由紀
- 近藤カコ
- 伊波さやか
- 平山美春（日语：平山美春）
- 五十嵐旬
- 大川藍（日语：大川藍）（引退）
- 吉井香奈惠（引退）
- JUDY舞衣（ジュディ舞衣）
- 竹内彩花
- 梨衣名
- 花崎阿弓（日语：花崎阿弓）
- 新井麻葵（日语：新井麻葵）
- 川平朱莉
- 金田リサ
- 尾方琴葉
- 高雄惠利加（日语：高雄恵利加）
- 辻マイサ
- 神坂優心
- 佐々木七海（日语：佐々木七海）（移籍）
- LENA
- 三浦繪美（日语：三浦絵美）
- 荒井奈緒美（日语：荒井奈緒美）
- ANJU（あんじゅ）
- 佐藤彩（日语：佐藤あや）
- 松原汐織（日语：松原汐織）
- 五月女璃奈（日语：五月女璃奈）
- JULIE BAER（ジュリー ベア）
- 東梓
- RUMY NEELY（ルミ・ニーリー）
- 高井明日香
- 佐佐部清（隸屬期間去世）
- MAGGY（日语：マギー (モデル)）
- 百瀬木綿子
- 小島未知
- 中城あすか
- 神谷由香（移籍）
- ANGELICA（アンジェリカ）
- 高嶋望和子
- 森豪士（日语：森豪士）
- 岩永達也
- 野島千佳
- 艾麗·露絲（日语：エリーローズ）
- 藤本絢己
- 加藤咲希
- 青山倫子（日语：青山倫子）（移籍）
- 北村優衣（日语：北村優衣）（移籍）
- 宮澤正明（日语：宮澤正明）
- 田村りな
- 登坂明子
- 竹內彩花
- 石川由菜
- 岩本千波（日语：岩本千波）
- 齋藤真緒
- 中島彩香
- 赤木希
- 東京フェニックス・ラグビークラブ
- 吉川雛乃（日语：吉川ひなの）（移籍）
- 小島梨里杏（移籍）
- 大野南香
- 元木聖也（日语：聖也）（移籍）
- 宇井愛美（日语：宇井愛美）
- 田中順也
- 塩田亞飛美（日语：塩田亜飛美）
- IVAN（日语：IVAN）
- 鎌田彩樺（日语：鎌田彩樺）
- 渡邊璃生（日语：渡邊璃生）（引退）
- 家森幸子（日语：家森幸子）
- 坪内千惠子（日语：坪内千恵子）
- 黒口那津（日语：黒口なつ）
- 大橋海人
- 長沢麻
- 石倉ノア琴
- 長谷川京子

## 選秀活動

### LesPros Girls

LesPros Girls 選秀

「LesPros Girls」選秀活動是LesPros娛樂在創立15周年（2006年）時開始舉辦的紀念活動，專門發掘新模特兒和藝人。
- 2006年（第1回）
  - 報名人數：18,219人
  - 優勝者：松原汐織（現雜誌屋 BOAO 專屬模特兒）
  - 審査員特別獎：水野裕美、三浦繪美（現雜誌屋 BOAO 專屬模特兒）、篠原美由紀、瀬間詠里花、吉川貴世子（現主婦之友社（日语：主婦の友社） Ray 雜誌專屬模特兒）、平山美春（現小学館 CanCam 專屬模特兒）。
- 2008年（夏威夷大會）
  - 報名人數：585人
  - 優勝者：Alessa Miki （アレッサ・ミキ，JJ 專屬模特兒）
  - 特別獎：Julie Baer（ViVi 專屬模特兒）、村上Devin （デヴィン・村上，JJ 專屬模特兒）
- 2008年（第2回）
  - 報名人數：21,452人
  - 優勝獎金：100萬日圓[9]
  - 優勝者：李建伊（現小学館 CanCam 專屬模特兒）[9]
  - 最受歡迎獎：、JULIE BAER
  - 最佳風格獎：杉浦花奈
  - 好個性獎：清水富美加（德間書店 LOVE BERRY（日语：ラブベリー） 專屬模特兒）

### LesPros次世代Star選秀

LesPros次世代Star選秀2014

2013年，選秀活動首次開放予男性參加者，並更名為「LesPros次世代Star選秀2013」（レプロ次世代スターオーディション2013）

## 外部連結
- LesPros娛樂官方網站 （页面存档备份，存于）
- LesPros Aster官方網站
- LesPros娛樂的X（前Twitter）
- YouTube上的LesPros娛樂頻道